# Valaškovce
Valaškovce (węg. Pásztorhegy) – poligon wojskowy (w przeszłości wieś) na Słowacji, położony w regionie Górny Zemplin, w kraju preszowskim, w powiecie Humenné. Znany jest również pod nazwą Kamenica na Cirochou, w związku ze znajdującą się w jej pobliżu wsią.
Od 1937 roku wieś pełni funkcję poligonu wojskowego, a jej mieszkańcy zostali przesiedleni do pobliskiego Humennégo, zasiedlając część miejscowości znaną obecnie pod nazwą tejże wsi. Teren poligonu obejmuje również pobliskie lasy.
Jednym z niewielu zachowanych budynków jest kościół greckokatolicki im. św. Piotra i Pawła, wybudowany w 1837 i odrestaurowany w 1997 roku.